# Shanawdithit
Shanawdithit (1801-6 de junio de 1829), también llamada Nancy April, es considerada la última de los beothuk, una lengua indígena de la isla de Terranova.
Se cree que nació en 1801. Tras la captura de la tía de Shanawdithit, Demasduwit, en 1819, los últimos beothuk huyeron. Fue capturada con su madre y hermana en primavera de 1823. Su padre había muerto anteriormente tratando de escapar de un grupo de cazadores. Las tres mujeres fueron llevadas a la ciudad de St. John's en Terranova, donde la madre y la hermana de Shanawdithit murieron.
Como cartógrafa dibujó muchos mapas, los cuales todavía se conservan.
Fue trasladada a Exploits Island y trabajó como sirviente en la casa de John Peyton Jr. En septiembre de 1828, fue llevada de vuelta a St. John's por William Cormack, que escribió lo que ella le había contado sobre su gente. Murió en el hospital de St. John's de tuberculosis en 1829.